# Brasil na Organização Mundial do Comércio
Este artigo tem o escopo de analisar a atuação do Brasil na Organização Mundial do Comércio. A atuação do Brasil será analisada em dois aspectos distintos, primeiramente uma breve análise do comportamento do Brasil nas negociações, com particular enfoque na mudança ocorrida no papel do Brasil em face ao cenário mundial, e ainda com particular atenção a grupo G20. E em segundo lugar, quanto ao papel do Brasil no órgão de solução de controvérsias da Organização Mundial do Comércio (OMC). Também serão referidos acordos nos quais o Brasil firmou no âmbito da OMC. A OMC conta com 164 Membros, sendo o Brasil um dos Membros fundadores. Atualmente, o Embaixador Alexandre Parola serve como representante permanente do Brasil na Organização Mundial do Comércio.

## O Brasil negociando na OMC
Trata-se da análise de como o Brasil negocia na OMC. A análise se inicia ainda antes da formação do GATT, passando por este até à criação da OMC.

### GATT[2]
A participação do Brasil na II Guerra Mundial ao lado dos Aliados garantiu-lhe uma participação, ainda que periférica na reconstrução econômica mundial do pós-guerra. O Brasil participou das negociações da fracassada Carta de Havana (OIC) em 1947 e é também membro fundador do GATT (1948). Mesmo com poucos anos de existência, já na década de 50, a percepção dos países subdesenvolvidos era de que o GATT favorecia as nações mais ricas. Percepção esta que foi comprovada pelo fato de que as negociações de maior significância e importância se davam quase exclusivamente entre os países desenvolvidos, e as concessões praticadas entre estes marginalizavam ainda mais os países subdesenvolvidos. Nesse contexto, o Brasil assim como os demais países subdesenvolvidos desempenhavam o papel de free-riders. Por tal, a participação brasileira na Rodada Kennedy (1964/1967) e na Rodada Tóquio (1973/1979) foi limitada, tendo, contudo obtido duas grandes vitórias (i) a inclusão de uma Parte IV (Comércio e Desenvolvimento) nas negociações da Rodada Kennedy, e ainda (ii) a introdução de um regime de concessões sem reciprocidade.

### Rodada Uruguai e OMC[3][2]

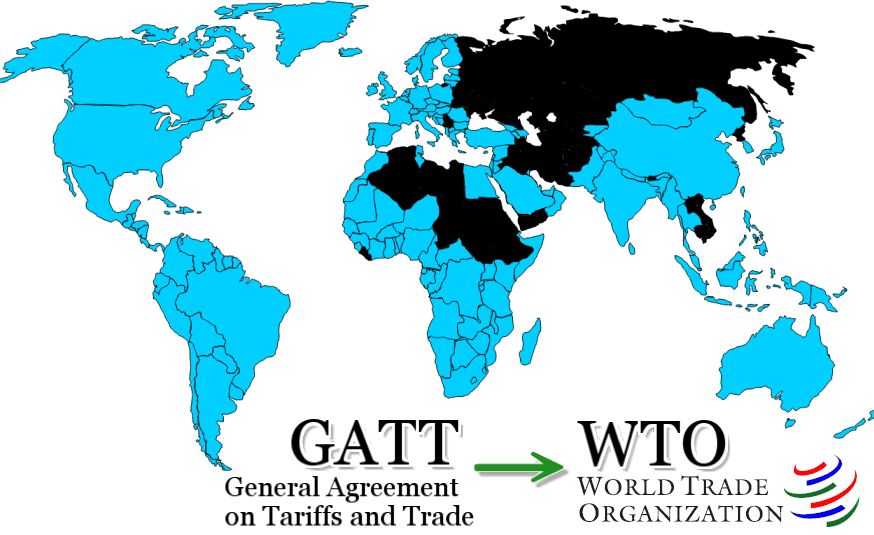

A Rodada Uruguai teve seu inicio em 1986 e culminou com a criação da Organização Mundial de Comércio. Entretanto, nessa rodada também foram discutidos outros temas, como a inclusão da agricultura nas discussões quanto as tarifas e subsídios.  De forma a pressionar os países desenvolvidos, a alterarem o posicionamento de que tal tema não deveria ser incluído, os países subdesenvolvidos criam o Cairns Group, composto por 14 países entre eles o Brasil, afirma que não irão firmar nenhum acordo caso o tema da agricultura não seja incluído na pauta de discussões. Uma vez que o tema foi incluído, os países acordaram na criação da OMC, no entanto a mesma percepção de injustiça que era sentida quanto à participação das negociações pelos países menos desenvolvidos em via de regra perdurou na OMC, todavia, no caso do Brasil houve alterações.

### OMC e o G-20[4][5][6]

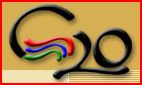

Principalmente devido ao sucesso do Brasil nas demandas apresentadas no órgão de controvérsias da OMC, que serão abordadas mais adiante, bem como pela sua participação no G-20, o Brasil ganha uma maior credibilidade e relevância internacional. Utilizando a classificação sugerida por Robert Keohane  o Brasil passaria de um país system-affecting, para um país system-influencing.
Seguindo a prática do GATT, os grandes acordos eram definidos pelas grandes potencias, sem ao menos a presença dos demais países que depois se sujeitavam a aprovação das medidas devido a fortes pressões políticas, tal era também o caso do Brasil, mesmo com as vitórias no plano da solução de controvérsias.
Esse cenário se altera com a criação do G-20  para a V Conferencia Ministerial da OMC em Cancun, grupo de países liderados pelo Brasil.
O G-20 surge da demanda dos países em desenvolvimento de uma participação mais ativa nas negociações da OMC, particularmente na questão da agricultura, principal tema a ser discutido na reunião em Cancun. O Grupo obteve sucesso ao impedir um resultado predeterminado naquela negociação, e definiu que o seu objetivo seria o de defender resultados nas negociações agrícolas que refletissem o nível de ambição do mandato de Doha e os interesses dos países em desenvolvimento, posição esta defendida por meio do documento circulado antes e durante Cancun.
Depois da falta de resultados concretos em Cancun, o Grupo se dedicou a realizar consultas técnicas e políticas de forma a tentar consolidar a participação desse grupo nas negociações.
Advindo da necessidade de fundamentar a sua posição comum, previamente adotada o grupo passa a promover várias reuniões com os chefes de Estado de cada país, e a preparar documentos técnicos.
Finalmente, a influencia e os esforços do G-20 são confirmados na fase final das negociações que levaram à criação do acordo-quadro atual, que prevê o fim dos subsídios agrícolas até 2011. Tratando-se de uma grande vitória para os países em desenvolvimento.

### Posição atual do Brasil

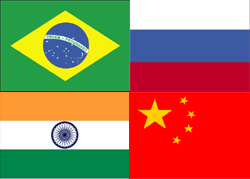

Atualmente, dado o sucesso do G-20, e nos conflitos apresentados na OMC o Brasil se encontra numa posição mais favorável no plano internacional, no sentido que sua opinião se tornou mais relevante para a elaboração dos acordos no âmbito da OMC. Em dezembro de 2012, o chanceler brasileiro Roberto Azevêdo foi eleito diretor-geral do órgão, para um mandato de 4 anos
É de se considerar também que o Brasil, no final de 2003 foi considerado como membro dos BRICS, um termo para designar os cinco principais países emergentes do mundo, a saber: Brasil, Rússia, Índia, China e África do Sul (Brazil, Russia, India, China, South Africa) que poderão se tornar a maior força na economia mundial. Esse fato também contribuiu para o aumento da importância do Brasil na OMC.
O mais recente assunto de relevância para o Brasil é sem dúvida a polemica do bicombustível e da crise dos alimentos uma vez que segundo o Brasil os biocombustíveis se apresentam como a solução mais real para acabar com a dependência do petróleo como combustível.

## O Brasil no Sistema de Solução de Controvérsias da OMC
O Brasil iniciou a sua participação no sistema de solução de controvérsias na OMC em 1995, na posição de reclamante juntamente com a Venezuela  contra os EUA no sentido que estes estariam infringindo o artigo I e III do GATT e o artigo  II do TBT - Agreement on Technical Barriers to Trade. Atualmente o Brasil já participou de 23 casos como reclamante, 14 como reclamado e ainda 49 como terceira parte, tal como demonstrado pela tabela.
As sucessivas vitórias do Brasil em face aos países desenvolvidos, principalmente contra Estados Unidos e Comunidade Económica Europeia, foram-lhe garantindo cada vez mais credibilidade e conferindo um peso cada vez maior às suas opiniões.
Os casos mais importantes são o caso do Brasil vs. Canadá (Embraer), o Brasil vs. Estados Unidos (algodão), e o Brasil vs. União Europeia (açúcar) sendo que este último é o que obriga o final dos subsídios agrícolas, configurando como a mais importante vitória dos países em vias de desenvolvimento sobre os países desenvolvidos. Abaixo, tabela resumo com os casos onde o Brasil participou, seu tema e ainda o estado do julgamento pela OMC.
Para mais informações sobre o sistema de resolução de controvérsias da OMC.

### Contencioso Brasil-Canadá (Embraer/Bombardier)[9][10]

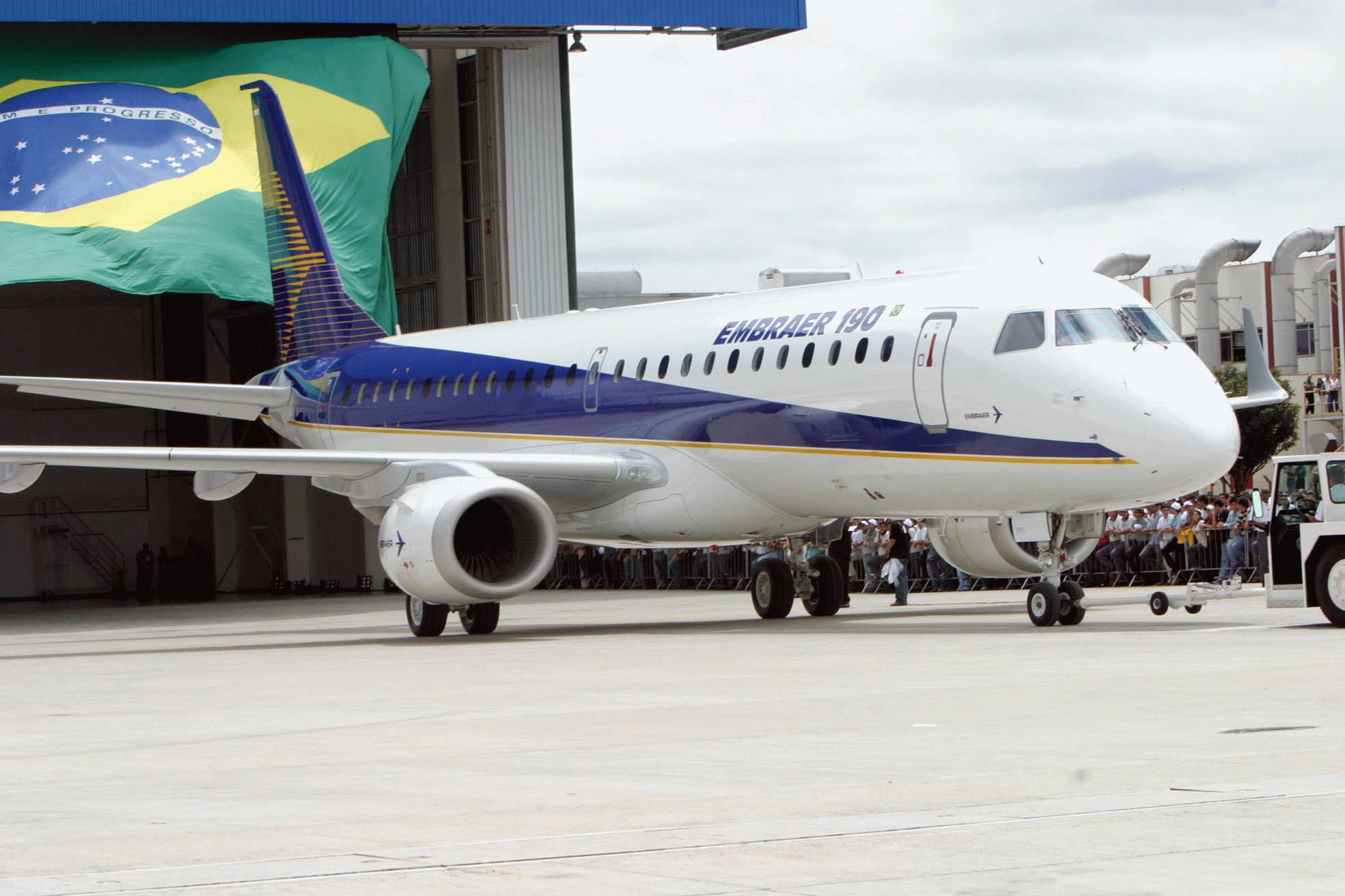

Em junho de 1996 o Canadá apresentou a primeira reclamação formal contra o Brasil no mecanismo de solução de controvérsias na OMC. O Canadá queixava-se de apoio governamental brasileiro a exportações de jatos da Embraer, por meio do Proex – Programa de Financiamento às Exportações. Canadá alegava que o programa seria subsídio proibido segundo o Acordo sobre Subsídios e Medidas Compensatórias da OMC.
Segundo o Brasil, por outro lado, não tratava-se de subsídio proibido, mas uma operação que nivelava condições de concorrência. O Canadá, por seu lado, defendia que a operação de nivelamento resultava numa taxa de juros final para o comprador inferior à taxa de mercado.
Numa primeira fase para a resolução do conflito, o Canadá assumiu posição bastante ofensiva, tentando interromper a ascensão da Embraer e manter o monopólio da canadense Bombardier no mercado de “jatos regionais”, que a Embraer passara a desafiar, com seu modelo ERJ 145. O Brasil respondeu à ofensiva com uma atitude conciliadora, evitando a lide na OMC e buscando uma solução política.
Sem maiores sucessos na ação diplomática, é a vez de o Brasil assumir a ofensiva. Passa a tentar soluções que não colocassem em risco o papel relevante que a empresa brasileira havia assumido no cenário internacional. Esgotam-se as tentativas de conciliação entre os países, e ambos recorrem à OMC.
Na OMC, o Proex, que auxiliava a Embraer, é considerado subsídio proibido. Porém, dois programas canadenses também o são. O Canadá recebe autorização para retaliar o Brasil, mas, caso o fizesse, perderia direitos a compensações assumidos no âmbito do acordo. Isto porque se o Canadá acusava o Brasil de conceder subsídios ilegais, fazia o mesmo em relação a Bombardier.
Assim, o Brasil conseguiu autorização para adotar algumas medidas compensatórias em relação ao Canadá, previstas no Acordo sobre Subsídios e Medidas Compensatórias, da ordem de cerca de 300 milhões de dólares, já que o Canadá negou-se a retirar os subsídios praticados em relação à Bombardier.
Isto porque o Brasil conseguiu provar que, através de algumas instituições, sobretudo de fomento, o Canadá destinava recursos à Bombardier. O Painel considerou os subsídios como proibidos conforme o Acordo sobre Subsídios e Medidas Compensatórias, ordenando que os subsídios fossem retirados pelo governo canadense, decisão não acatada pelo mesmo.

### Contencioso Brasil-EUA (Caso do Algodão)[11]

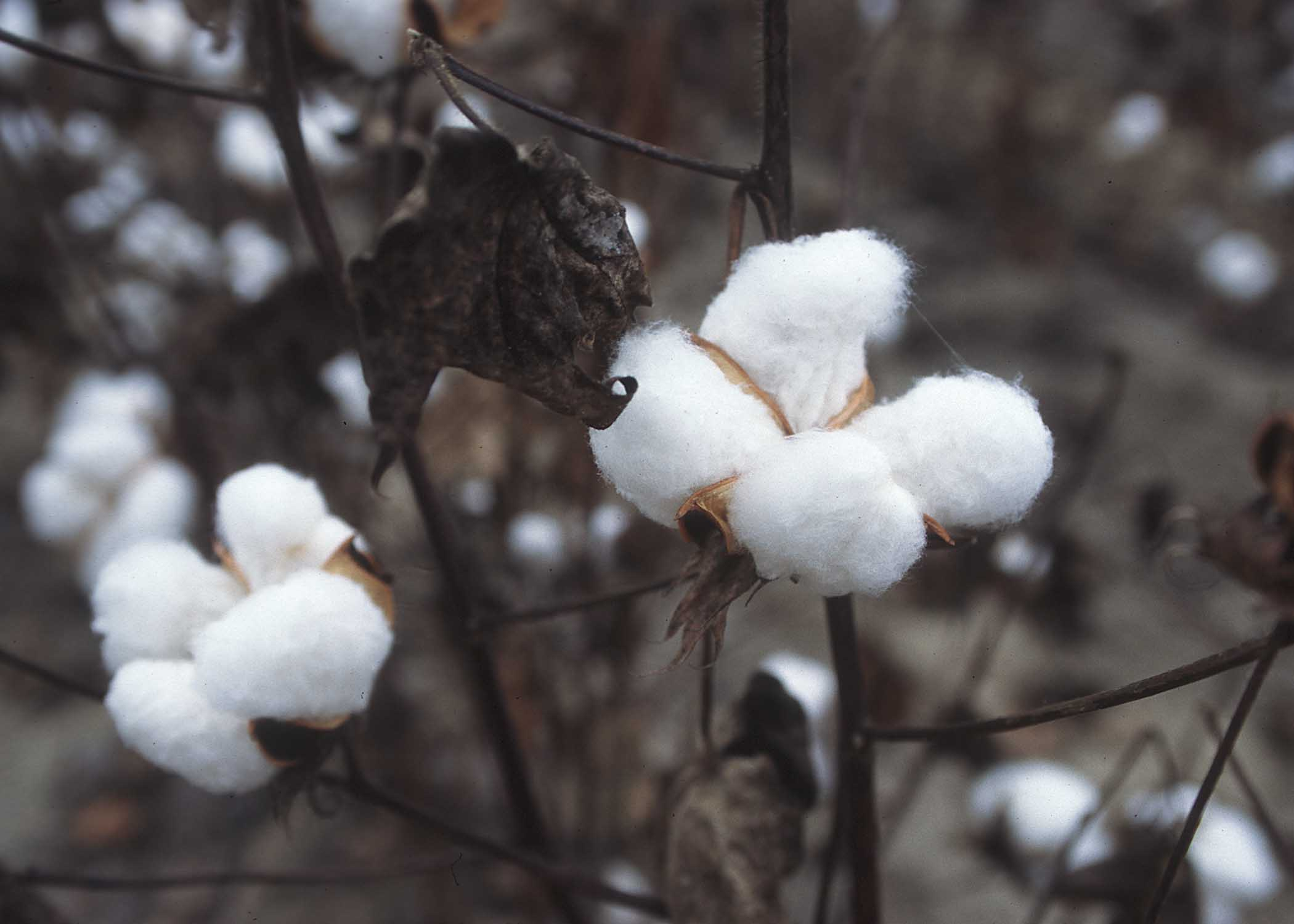

Uma importante participação do Brasil no Órgão de Solução de Controvérsias da OMC diz respeito ao caso dos subsídios em relação ao Algodão, movido contra os Estados Unidos da América. Trata-se do DS267  – Estados Unidos – Subsídios ao Algodão.
Em setembro de 2002, a demanda é iniciada com o Brasil pedindo consultas que questionavam subsídios concedidos pelos Estados Unidos à produção e exportação de algodão no período de 1999 a 2002. O valor dos referidos subsídios era de, aproximadamente, US$ 12,5 bilhões, incluindo tanto subsídios acionáveis quanto proibidos.
Em março de 2005, o OSC adota os relatórios do Painel e do Órgão de Apelação, cujas decisões condenavam os subsídios norte-americanos. A condenação aos subsídios proibidos baseava-se na alegação de que os Estados Unidos não estavam honrando seus compromissos assumidos com o Acordo sobre Agricultura da OMC e com o Acordo sobre Subsídios e Medidas Compensatórias. Portanto, deveriam retirar os subsídios até o dia 1º de julho de 2005. Em relação aos subsídios acionáveis, considerou-se que causavam prejuízo grave ao Brasil por reduzirem significativamente o preço do algodão no mercado internacional. Logo, deveriam ser retirados ou cessados os efeitos negativos até 21 de setembro de 2005.
Os prazos para o cumprimento das decisões se passaram e os EUA não cumpriram, de modo que o Brasil solicitou, em julho e outubro de 2005, dois pedidos de autorização para retaliação de 4 bilhões de dólares aos americanos, que foram posteriormente suspensos por conta de indícios de que haveria o efetivo cumprimento.
Os EUA cumpriram apenas parcialmente com as decisões, retirando somente alguns dos subsídios condenados. Em decorrência, o Brasil solicitou a conformação de um painel de revisão na OMC para examinar a não-implementação por parte dos americanos, que foi estabelecido em setembro de 2006.
O relatório do Painel de Implementação foi divulgado publicamente em dezembro de 2007, e dava novamente ganho de causa ao Brasil, reconhecendo que os EUA não estavam cumprindo com as decisões do Painel original.
Os EUA, então, apelaram da decisão deste novo Painel em janeiro de 2008. A decisão do Órgão de Apelação saiu em junho de 2008 e mais uma vez dava ganho de causa ao Brasil, confirmando as decisões do Painel de Implementação.
Enfim, este contencioso favoreceu o Brasil, de modo que os EUA devem retirar seus subsídios à produção e exportação de algodão.

## Acordos firmados no âmbito da OMC
Uma pequena lista dos principais acordos que o Brasil negociou e assinou no âmbito da OMC

### Investimentos (TRIMs – 1994)[12]
O Acordo sobre Medidas de Investimento Relativas ao Comércio(Agreemment on Trade-Related Investment Measures) foi celebrado ao fim da Rodada do Uruguai, em 1994. O tema de investimentos passou a ser debatido no âmbito internacional, e, especialmente, na Rodada do Uruguai, após uma disputa entre canadenses e norte-americanos acerca de uma lei canadense (Foreign Investment Review). Enquanto esta estabelecia exigências ao investidor estrangeiro, os EUA suscitaram que ela desrespeitava disposições do GATT 1947.
Após a decisão do caso – na qual foi, inclusive, suscitada dúvida a respeito da competência do GATT para apreciá-lo, já que o tema de investimentos não estava englobado pelo acordo – países menos desenvolvidos exerceram pressão no cenário internacional. Reivindicavam que questões a respeito de investimento, que tivessem por parte um país menos desenvolvido, deveriam ser solucionadas conforme o Artigo XVIII do GATT (Governmental Assistance to Economic Development).
Desde então, e devido ao enorme montante de fluxo de bens de capital envolvidos com o tema, já que lida com fundos de pensão, investidores institucionais, e mesmo empresas transnacionais, o tema passou a fazer parte da agenda de negociações internacionais.
As principais discussões, sobretudo ao fim da Rodada Tóquio, deram-se em relação às exigências de desempenho, especialmente das exportações. Ainda, discute-se medidas de investimento, como a concessão de incentivos e benefícios fiscais, oferecidos, na maioria das vezes, por países em desenvolvimento, como forma de atração de investimento estrangeiro para seus territórios.
O Brasil tem tentado garantir e incentivar investimentos estrangeiros no país. A adesão ao TRIMs é uma forma de garantir maior segurança ao investidor, além de garantir-lhe tratamento não discriminatório em relação a empresas ou investidores nacionais, garante pagamento de indenizações em caso de lesão ao investidor e mecanismos de solução de controvérsias alternativos ao Judiciário do país.

### Propriedade intelectual (TRIPs – 1994)[13][12]
No âmbito do GATT 1947, a questão da propriedade intelectual não foi muito desenvolvida. Havia grande resistência, especialmente por parte de países em desenvolvimento como República Popular da China, Coreia do Sul, Brasil, México e Índia, à proteção da propriedade intelectual. Tais países detinham bases industriais e tecnológicas que lhes permitiam copiar processos, produtos e marcas desenvolvidos por países industrializados. No entanto, sobretudo empresas multinacionais, grandes responsáveis e beneficiárias das inovações intelectuais, exerciam pressões sobre governos para que o campo fosse regulamentado.
Em junho de 1967 foi criada a Organização Mundial da Propriedade Intelectual (OMPI)), que, em 1974, teria status de organização especializada da ONU. Porém, no seio da OMC, as maiores negociações se deram justamente na Rodada do Uruguai. Ao fim da Rodada, foi celebrado o Acordo sobre Aspectos dos Direitos de Propriedade Intelectual Relativos ao Comércio (TRIPs – Agreement on Trade-Related Intellectual Property Rights).
Dentre as matérias abrangidas pelo TRIPs, podemos citar: direitos de autor; marcas; indicações geográficas; desenhos industriais; patentes; proteção de informação confidencial.
O TRIPs, no entanto, não estabelece um sistema uno e global sobre proteção à propriedade intelectual. Estabelece uma lista de regras básicas, que devem ser respeitadas e regulamentadas pelos sistemas e órgãos de proteção à propriedade intelectual de cada país.
Foi concedido aos países um pequeno período de transição para se adequarem aos compromissos estabelecidos pelo TRIPs. Para o Brasil, como país em desenvolvimento, o prazo expirou em 2000. Como leis centrais à questões de propriedade intelectual no país, podemos citar: a Lei de Programa de Computador, nº 9.609/98; a Lei de Direitos Autorais, nº 9.610/98; a Lei de Biossegurança, nº 8.974/95; e a Lei de direitos e obrigações relativos à propriedade industrial, nº9.279/96.

### Salvaguardas (1994)[14][15][16][17]
Ao artigo XIX do GATT 1947 já se previam medidas de salvaguardas, que foram regulamentadas na Rodada do Uruguai, com a celebração do Acordo Sobre Salvaguardas em 1994. O referido artigo já previa:
"se, em consequência da evolução imprevista das circunstâncias e por efeito dos compromissos que uma parte contratante tenha contraído em virtude do presente acordo, compreendidas as concessões tarifárias, um produto for importado no território da referida parte em quantidade por tal forma acrescida em tais condições que cause ou ameace causar um prejuízo grave aos produtos nacionais de produtos similares ou diretamente concorrentes, será facultado a esta parte contratante, na medida e durante o tempo que forem necessários para prevenir ou reparar esse prejuízo, suspender, no todo ou em parte, o compromisso assumido em relação a esse produto, ou retirar ou modificar a concessão."
Devido a esta redação, o artigo suscitava dúvidas de interpretação, de modo que o objetivo primordial do Acordo de Salvaguardas foi, justamente, esclarecê-lo. Assim, o Acordo estabeleceu condições, limites e procedimentos para a adoção de medidas de salvaguardas.
O regime de salvaguardas constitui um verdadeiro regime de exceção que garante às partes de um acordo a possibilidade de avançar para uma maior liberalização do intercâmbio comercial. Sempre que estas disposições existam e sejam as apropriadas, qualquer parte poderá invocá-las e adotar as medidas necessárias contra as importações que causem ou ameacem causar grave perigo à economia nacional ou a um setor produtivo desse país. Para que não ocorra um desequilíbrio na relação, a parte que adotar uma medida de salvaguarda deverá oferecer uma compensação comercial à outra.
A postura oficial do governo brasileiro em relação às salvaguardas é a seguinte:
(i) Dar aviso público sobre abertura de investigação de salvaguardas, conforme Art. 3.1 do Acordo. É publicada Circular SECEX/MDIC no Diário Oficial da União, a qual é devidamente disponibilizada no sítio do MDIC.
(ii) Notificar o Comitê de Salvaguardas da OMC sobre abertura de investigação, conforme requisitos do Art. 12.1 (a) do Acordo.
(iii) Notificar o referido Comitê, sob o Art. 12.1 (b), a determinação de prejuízo grave ou de ameaça de prejuízo grave causado por surto de importações.
(iv) Notificar o Comitê, sob o Art. 12.1 (c), a decisão de aplicar ou estender uma medida de salvaguarda.
(v) Notificar o Comitê, sob a nota de rodapé 2 do Art. 9.1 do Acordo, se for o caso, a exclusão de países em desenvolvimento do escopo da aplicação de medida de salvaguarda.
Além disso, o Governo publica no Diário Oficial da União – e disponibiliza no sítio do MDIC - as Resoluções CAMEX de aplicação, prorrogação ou encerramento de medidas de salvaguardas, as quais oferecem conteúdo detalhado das razões em que se basearam as decisões da autoridade brasileira.

### Antidumping (1994)[18][19][15][14]

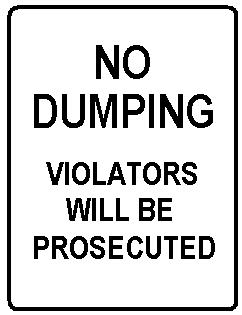

Ao artigo VI do GATT 1947 já havia a previsão de aplicação de direitos antidumping, nos casos em que a prática de dumping pudesse causar ou ameaçar causar dano a uma empresa estabelecida no território de outro país.
Na Rodada do Uruguai negociou-se acordo sobre a implementação deste artigo, objetivando evitar que o dumping fosse utilizado como uma forma de protecionismo. O resultado foi a assinatura do Acordo sobre a Implementação do Artigo VI do GATT 1994 – Acordo Antidumping, também em 1994.
O artigo 2.1 prevê quando um produto será considerado como objeto de dumping, enquanto o artigo 3.1 prevê os casos nos quais as autoridades dos países poderão impor as medidas antidumping. Não basta analisar se o dumping ocorre ou não, mas também se faz necessário observar se ele causa algum dano material a um produto doméstico similar. Somente neste caso é que as medidas podem ser implementadas.
O Brasil é um dos países que, desde a assinatura deste acordo, mais abriu investigações contra práticas de dumping. No total, foram cerca de 130 investigações, o que o coloca em nono lugar na lista de países que mais abriram casos contra produtos importados. Por outro lado, também é um dos mais demandados neste aspecto, totalizando cerca de 90 investigações abertas contra produtos brasileiros, situando-se em décimo lugar na lista dos mais investigados.

### Subsídios e medidas compensatórias (ASMC – 1995)[20][15]
Subsídios são uma forma de auxílio governamental concedido às empresas instaladas em seu território para reduzir os custos e aumentar a competitividade dos produtos das mesmas no mercado.
Medidas compensatórias, por sua vez, são um instrumento utilizado por um Estado para neutralizar os efeitos dos subsídios concedidos por outro Estado no seu mercado.
Desde o GATT 1947 já existe regulamentação acerca de subsídios e medidas compensatórias (artigos VI e XVI). Porém, essa regulação era superficial, de modo que apenas na Rodada Tóquio foi firmado um acordo específico para o tema. Esse Código foi aperfeiçoado durante a Rodada Uruguai, resultando no Acordo sobre Subsídios e Medidas Compensatórias (ASMC), que entrou em vigor em 1º de janeiro de 1995.
O ASMC divide os subsídios em proibidos, acionáveis e não acionáveis, conforme sua finalidade e os efeitos que possam produzir no comércio internacional.
Já sobre as medidas compensatórias, são vistas no ASMC como uma medida para restabelecer condições de igualdade de mercado. Para serem utilizadas, deve-se verificar a existência dos subsídios, dos danos à indústria doméstica e do nexo causal entre ambos.
Os auxílios podem ser questionados perante o mecanismo de solução de controvérsias da OMC, como o Brasil fez no casos citado em relação aos subsídios dados pelo governo dos EUA aos produtores de algodão e como ocorreu no caso citado Brasil-Canadá (Embraer/Bombardier).
Por fim, há ainda no ASMC regras de tratamento especial e diferenciado. Isto no sentido de que os subsídios podem ser importantes em programas de desenvolvimento econômico. Aos países de menor desenvolvimento relativo, é possibilitado o uso de subsídios vinculados à exportação.
Cabe mencionar que o Brasil propôs uma revisão do ASMC no sentido de flexibilizar as regras de tratamento especial e diferenciado, para que membros em desenvolvimento pudessem adotar políticas destinadas ao crescimento regional, financiamento para pesquisas e desenvolvimento de tecnologia, entre outros. Além disso, propõe também revisão no sentido de que a regulação do tema passe a levar em conta as diferenças entre os Estados-membros no tocante à taxa de risco, custo de captação de recursos, etc., de modo a possibilitar a competição por mercados em igualdade de condições.

### Agricultura (AARU - 1995)[21][15]
O Brasil sempre participou de diversas negociações sobre agricultura nos fóruns multilaterais de comércio. As tratativas têm sido pautadas pela liberalização do comércio agrícola, envolvendo questões tarifárias e não-tarifárias, subsídios e créditos à exportação. A postura do Brasil é ofensiva nestas negociações, visando sempre o estabelecimento de um livre-comércio.
O tema da agricultura tem um histórico de grandes controvérsias. Isto porque era regulamentado, assim como outros bens, pelo GATT 1947. Porém, para o caso dos bens agrícolas, sempre foram admitas exceções em relação à aplicação de diversos dispositivos do tratado. Tais exceções deixaram a agricultura à margem da regulamentação do GATT, de modo que fosse permitida a adoção de barreiras não-tarifárias e a permanência de elevadas tarifas e a concessão de subsídios.
Na Rodada do Uruguai iniciaram-se discussões sobre a implementação de regras mais rígidas para o setor agrícola, culminando na aprovação do Acordo sobre Agricultura da Rodada do Uruguai (AARU), que entrou em vigor em 1º de janeiro de 1995.
O AARU foi benéfico aos países que lutavam pela liberalização e regulamentação do setor, como o Brasil. Dentre os benefícios trazidos pelo mesmo estão: redução dos subsídios à exportação e do apoio doméstico aos produtores; tarifação e redução média das tarifas; e garantia de acesso mínimo e corrente para produtos antes bloqueados por conta da alta proteção a que eram submetidos.
A regra geral deste Acordo é que todas as barreiras não-tarifárias deveriam ser eliminadas, sendo substituídas por tarifas equivalentes. Foram estabelecidas tarifas máximas para cada produto agrícola, de modo que os países se comprometeram a reduzir o total tarifário durante o período de implementação.
Tendo em vista que os principais produtos agrícolas exportados pelo Brasil, como carne, açúcar e suco de laranja, sofrem restrições, a efetiva liberalização é muito importante para o país, pois auxilia na consolidação de sua posição de destaque no mercado internacional.

### Medidas sanitárias (SPS - 1995)[22]

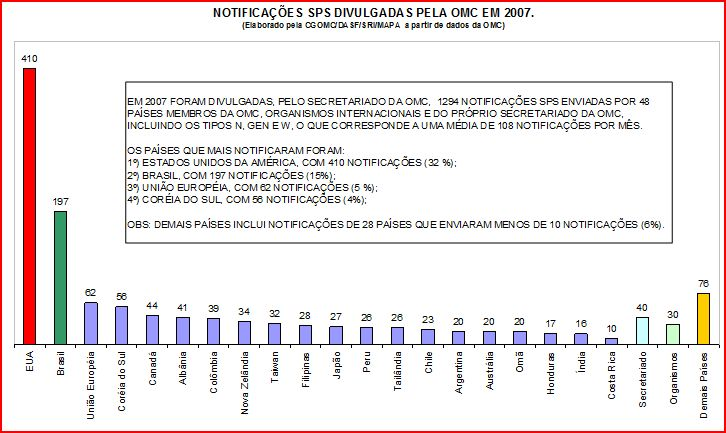

O Acordo sobre Aplicação de Medidas Sanitárias e Fitossanitárias (SPS) foi celebrado em 1995, com a criação da OMC.
As medidas nele previstas funcionam como exceção ao livre-comércio, podendo ser aplicadas quando necessárias à proteção da vida ou da saúde humana, animal ou vegetal.
Para que tais medidas sejam adotadas é preciso atender aos seguintes requisitos: comprovar cientificamente a necessidade de sua adoção; verificar e analisar os riscos a ela associados; agir com transparência em sua implementação. Os países são livres para estabelecer suas próprias normas e decidir o nível de proteção adequado a sua população, inclusive aplicando normas mais rigorosas que as internacionalmente aceitas se existir justificação científica para tal. Por fim, cabe ainda considerar que as medidas sanitárias e fitossanitárias adotadas por um membro não devem discriminar entre países que desfrutem de condições idênticas ou mesmo similares.
O Brasil tem adotado uma postura pró-ativa a respeito de Medidas Sanitárias e Fitossanitárias. O número de notificações sobre tais regulamentos, emitidos pelo Ministério da Agricultura, Pecuária e Abastecimento - MAPA), tem crescido significativamente, o que o posiciona como o segundo Membro que mais apresenta notificações SPS. (Ver gráfico)

### Serviços (GATS - 1995)[23][15]
O Acordo Geral sobre Comércio de Serviços entrou em vigor em 1995, depois de dificuldades iniciais nas negociações. Isto porque, durante a Rodada do Uruguai, a negociação do tema foi contestada por alguns países em desenvolvimento, dentre eles o Brasil, apesar de o setor de serviços ser responsável por cerca de 50% do PIB brasileiro e empregar cerca de 60% de sua população economicamente ativa. Os países que se opunham ao GATS entendiam que o GATSdeveria ser aplicado apenas ao comércio de bens.
A lógica de funcionamento do GATSé a mesma do GATS, pautada na não-discriminação inter-fronteiras. Busca, conforme disposto em seu preâmbulo, expandir o comércio de serviços em nível mundial, sob condições de transparência e liberalização progressiva e como forma de promover o crescimento dos parceiros comerciais e o desenvolvimento dos países menos favorecidos.
O GATS é composto por seis anexos: um sobre exceções ao tratamento de nação mais favorecida; um sobre movimentação de pessoas físicas prestadoras de serviços; e quatro deles setoriais (serviços financeiros, telecomunicações, transportes aéreo e marítimo).
No GATS há uma classificação dos serviços em 11 setores, de modo que o Brasil se comprometeu em apenas sete deles, a saber: serviços prestados às empresas; comunicações; construção e serviços de engenharia relacionados; distribuição; serviços financeiros; transporte e turismo.
Conforme artigo XIX do GATS, uma rodada de negociação se iniciou em janeiro de 2000, sendo incorporada à agenda da Rodada Doha em 2001. Nesta preservou-se a possibilidade dos países em desenvolvimento estabelecerem novas regulamentações e prazos mais amplos para sua implementação.
No que concerne aos serviços, os países desenvolvidos têm adotado uma postura de liberalização do comércio, enquanto que os em desenvolvimento adotam postura mais defensiva, exceto nas áreas em que são mais competitivos. Corroborando esta tese, o Brasil possui uma tendência de não negociar em matéria de serviços. Porém, se demonstra mais flexível desde que a contraparte se comprometa a negociar temas nos quais o país é mais interessado e competitivo, sobretudo a agricultura.